# Hans Wunderer

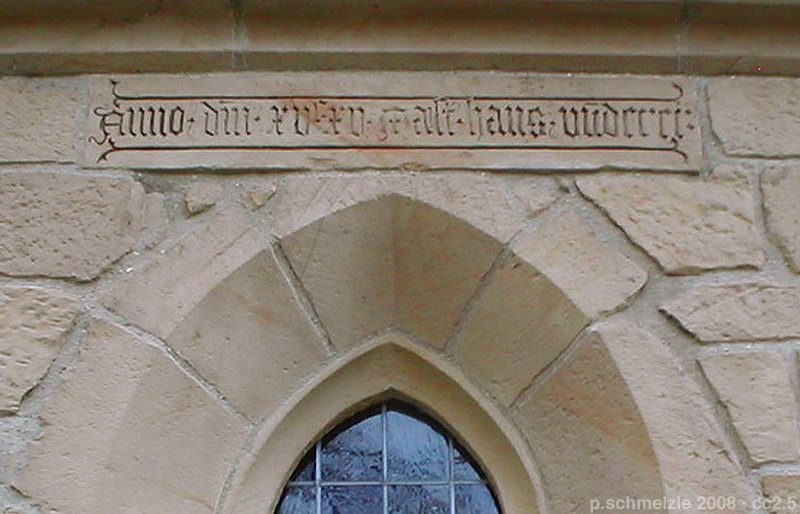
Inschrift an der Sakristei der Kirche in Pfaffenhofen, die Wunderer als Baumeister ausweist

Hans Wunderer (geboren vermutlich vor 1463 in Pfaffenhofen – nach 1526) war in der Zeit um 1500 ein Baumeister aus Pfaffenhofen.

## Wirken
Wunderer war am 1463 begonnenen und nach 1493 abgeschlossenen Bau der Petruskirche in Gerlingen beteiligt, wo sich sein Steinmetzzeichen am westlichen Schlussstein des Chors findet. Sein Meisterzeichen ist unter anderem auch am 1505 ergänzten Chor der evangelischen Pfarrkirche in Zaberfeld, in der Sakristei der Kirche in Magstadt, an der 1515 erbauten Sakristei der Lambertuskirche in Pfaffenhofen, an der Sakristei der Laurentiuskirche in Hemmingen sowie im 1522 erweiterten Kirchenschiff der Kirche in Friolzheim zu sehen. Er könnte außerdem auch am Bau der Sakristei der Georgskirche in Hausen an der Zaber beteiligt gewesen sein, da die dortigen Dienste stilistisch denen seiner anderen Bauten entsprechen. Für das Jahr 1521 wird er unter den sonstigen Baumeistern des Zisterzienserklosters im Oberamt Maulbronn als „Hans Wunderer von Pfaffenhofen“ aufgeführt. Er soll dort die Pfisterei gebaut haben. Er war vermutlich im Jahr 1526 noch in Mühlhausen bei Vaihingen an der Enz mit dem Umbau der spätgotischen Kirche betraut.

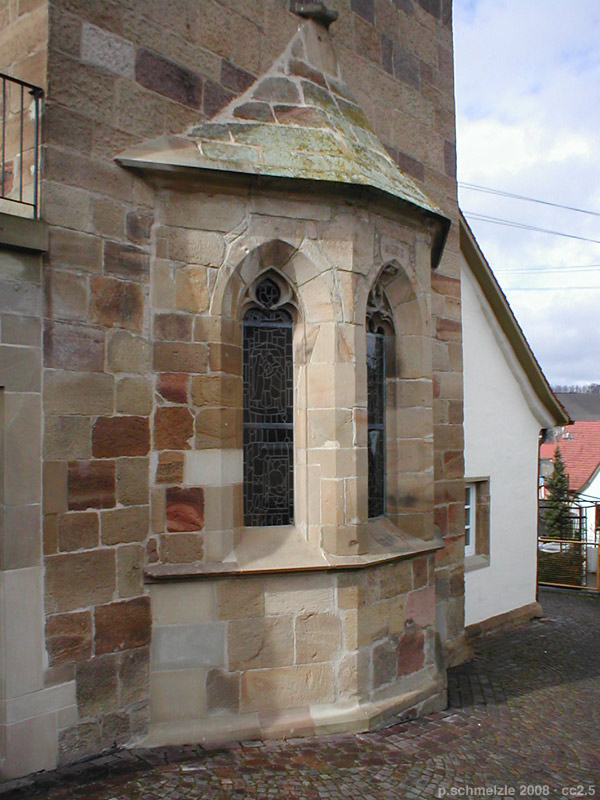
Chor der Kirche in Zaberfeld, 1505
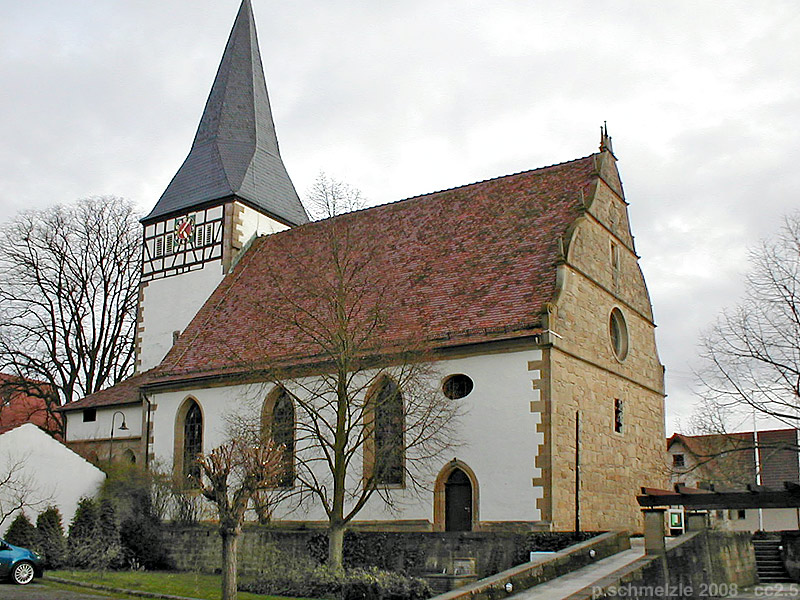
Sakristei (links vor dem Turm) der Lambertuskirche in Pfaffenhofen, 1515
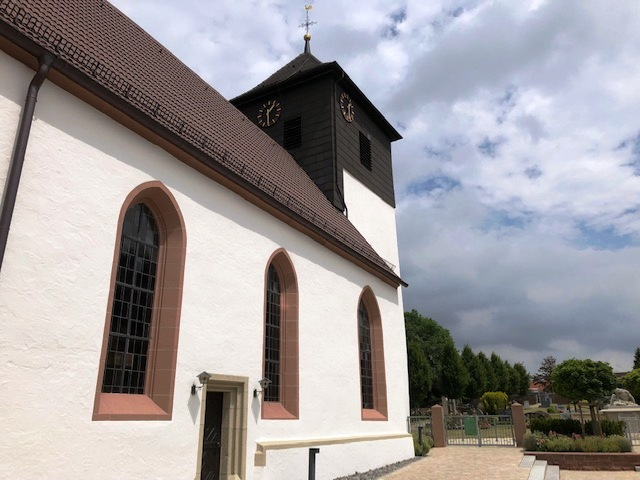
Südseite der Agapituskirche in Friolzheim

## Bauernkrieg
Um 1525 erscheint im Bauernkrieg ein Hans Wunderer als Bauernführer, der im Laufe des Bauernkriegs zu Tode gekommen ist. Ob es sich dabei um den Baumeister oder seinen möglicherweise gleichnamigen Sohn handelte, ist unbekannt. In manchen Quellen wird eher ausgeschlossen, dass er mit diesem identisch war. Doch gibt es auch Schilderungen, in denen ein „Hans Wunderer von Pfaffenhofen“ erwähnt wird, der zum Hauptmann eines Haufens ernannt wurde und dem die Plünderungen des Schlosses Stocksberg und anschließend des Klosters zu Maulbronn zur Last gelegt wurden. Auch in einer anderen Beschreibung wird dieser Anführer als ein „kunstfertiger Meister“ erwähnt. Gustav Bossert schrieb an anderer Stelle davon, dass der „tüchtige Baumeister Hans Wunderer von Pfaffenhofen und der unruhige Wirt Jakob Rohrbach von Bökkingen“ an die Spitze dieser Bewegung traten. Eduard Paulus war überzeugt: „Meister Hans Wunderer von Pfaffenhofen ist ohne Zweifel der leidenschaftliche Bauernanführer, der am 3. Mai 1525 die alte Herzogsburg Teck verbrennen ließ“